# Сардинський експедиційний корпус в Криму

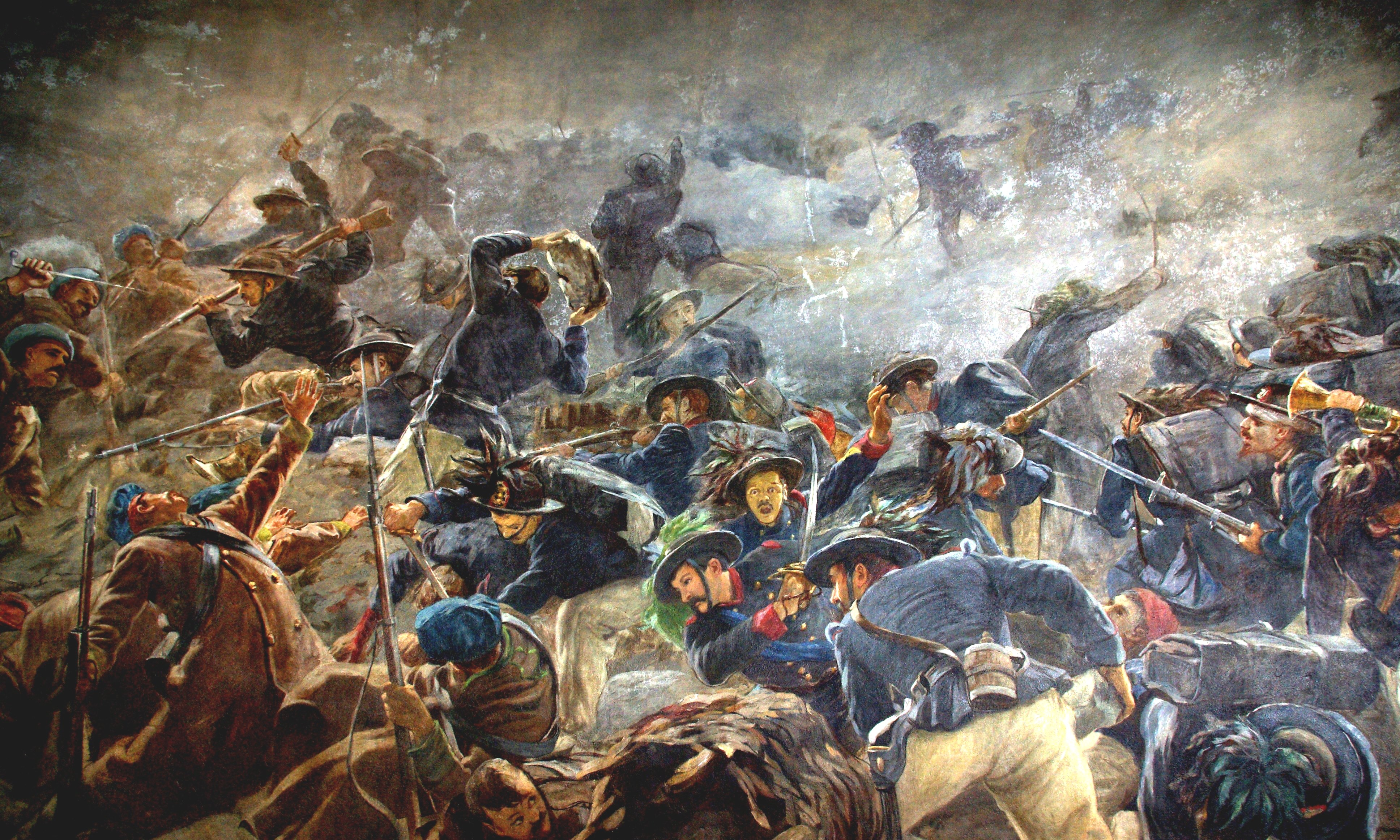
Берсальєри зупинив росіян під час битви на Чорній річці.

Королівство Сардинія вступило у Кримську війну  на боці Франції, Великої Британії та Османської імперії проти Росії під час  (жовтень 1853 – лютий 1856) і направило до Криму експедиційний корпус у 1855 році.
Король Віктор Еммануїл II і його прем'єр-міністр граф Камілло ді Кавур вирішили стати на бік Великої Британії та Франції, щоб отримати прихильність в очах цих держав за рахунок Австрії, яка відмовилася приєднатися до війни проти Росії.  Загалом Сардинія направила до Кримської кампанії 18 000 військових під командуванням генерал-лейтенанта Альфонсо Ферреро Ла Мармора .  :111–12Кавур мав на меті завоювати прихильність французів у питанні об'єднання Італії у війні проти Австрійської імперії . Розгортання італійських військ до Криму та мужність, виявлена ними в битві на Чорній (16 серпня 1855 р.) і в облозі Севастополя (1854–1855 рр.), дозволили Сардинському королівству взяти участь у мирних переговорах щодо припинення. війна на Паризькому конгресі (1856), де Кавур міг підняти питання про Рісорджіменто перед великими європейськими державами .

## Бойовий орден експедиційного корпусу
У квітні 1855 року 18 061 чоловік і 3 963 коня та мула відправилися на британські та сардинські кораблі в гавані Генуї . У той час як лінійна піхота та кавалерійські загони були виведені з солдатів, які зголосилися в експедицію, берсалєрі, артилерійські та саперні загони були відправлені зі своїх регулярних частин. Тобто кожен з 10 регулярних батальйонів Берсальєрі направив в експедицію свої перші дві роти, тоді як 1-й батальйон 2-го Тимчасового полку складався з добровольців 3-го лінійного піхотного полку армії. Корпус висадився в Балаклаві з 9 по 14 травня 1855 року.

### Персонал
- Головнокомандувач експедиційного корпусу: генерал-лейтенант Альфонсо Ферреро Ла Мармора [3]
  - Начальник штабу: підполковник Петіті Ді Рорето
  - Штаб-майор: майор Джузеппе Говоне
  - Майор штабу артилерії: майор Делла Ровере
  - Командир артилерії: полковник Вальфре Ді Бонцо
  - Командир, інженери: майор Стальєно
  - Командир, Берсальєрі: підполковник де Сен-П'єр
  - Командувач, допоміжні служби: генерал-майор Паоло Антоніо де Каверо (до 17 серпня 1855 року, потім ним керував майор Делла Ровере, після того, як Де Каверо взяв на себе управління резервної бригади, коли помер її командир генерал-майор Джорджіо Ансальді )
  - Командир медичної служби: доктор Комісетті
  - Командир гарнізону Балаклава : підполковник Делла К'єза Делла Торре
  - Командувач гарнізону Константинополя : підполковник Паолуччі
  - Британський офіцер зв'язку: полковник Джордж Кадоган
  - Французький офіцер зв'язку: Капітан ле Герцог де Діно Талейран-Перігор

### Штатні підрозділи
- Тимчасовий полк легкої кавалерії (полковник де Савуару)
  - 1-а ескадрилья з військами полку «Каваллегері ді Новара».
  - 2-а ескадрилья з військами полку «Каваллегері ді Аоста»
  - 3-я ескадрилья з військами полку «Cavalleggeri di Saluzzo»
  - 4-а ескадрилья з військами полку « Кавалегері ді Монферрато »
  - 5-а ескадрилья з військами полку « Cavalleggeri di Alessandria »
- Тимчасова фортеця (берегова) артилерійський батальйон (майор Маработто)
  - 1-а фортечна артилерійська батарея з 1-ї фортечної артилерійської бригади
  - 2-а фортечна артилерійська батарея з 1-ї фортечної артилерійської бригади
  - 7-а фортечна артилерійська батарея з 2-ї фортечної артилерійської бригади
  - 8-а фортечна артилерійська батарея з 2-ї фортечної артилерійської бригади
- Змішана артилерійська рота, що забезпечує технічне обслуговування артилерійських гармат корпусу (капітан Маральді)
- Тимчасовий саперний батальйон (майор Серра) з військами саперного полку армії
  - 1-а саперна рота
  - 2 саперна рота
  - 6 саперна рота
  - 7 саперна рота
- Армійський потяг, що забезпечує матеріально-технічне забезпечення корпусу (капітан Раймонді)
  - 1-а армійська залізнична рота
  - 2-а армійська залізнична рота
- Загін карабінерів, 50 чоловік, які забезпечують охорону штабу

### Бойові сили
- 1-й дивізіон (генерал-лейтенант Джованні Дурандо )
  - II бригада (генерал-майор Манфредо Фанті )
    - 2-й тимчасовий полк (підполковник Беретта)
      - 1-й батальйон з військами 3-го піхотного полку бригади « П'ємонте » (майор Гіббоне)
      - 2-й батальйон з військами 4-го піхотного полку бригади « П'ємонте » (майор Гаравеллі)
      - 3-й батальйон з військами 5-го піхотного полку бригади « Аоста » (майор Бріньоне)
      - 4-й батальйон з військами 6-го піхотного полку бригади « Аоста » (майор Регіс)

    - II батальйон Берсальєрі (майор Бонарделлі)
      - 9-а рота Берсальєрі з III батальйону Берсальєрі
      - 10-а рота Берсальєрі з III батальйону Берсальєрі
      - 13-а рота Берсальєрі з IV батальйону Берсальєрі
      - 14-а рота Берсальєрі з IV батальйону Берсальєрі

    - 7-а батарея польової артилерії з 6-кратними гарматами (капітан Меллі)

  - III бригада (генерал-майор Енріко Чалдіні )
    - 3-й тимчасовий полк (підполковник ДеРоссі)
      - 1-й батальйон з військами 7-го піхотного полку бригади « Кунео » (майор Лонгоні)
      - 2-й батальйон з військами 8-го піхотного полку бригади « Кунео » (майор Корте)
      - 3-й батальйон з військами 13-го піхотного полку бригади « Пінероло » (майор Балено)
      - 4-й батальйон з військами 14-го піхотного полку бригади « Пінероло » (майор Берберіс)

    - III батальйон Берсальєрі (майор Бертальді)
      - 17-а рота Берсальєрі з V батальйону Берсальєрі
      - 18-а рота Берсальєрі з V батальйону Берсальєрі
      - 21-а рота Берсальєрі з VI батальйону Берсальєрі
      - 22-а рота Берсальєрі з VI батальйону Берсальєрі

    - 10-а батарея польової артилерії з 6-кратними гарматами (капітан Квалья)
- 2-а дивізія (генерал-лейтенант Ардіго Тротті, після того, як 7 червня 1855 року помер перший командир дивізії генерал-лейтенант Алессандро Ферреро Ла Мармора )
  - IV бригада (генерал-майор Родольфо Габріеллі ді Монтевеккіо )
    - 4-й тимчасовий полк (підполковник Камінаті)
      - 1-й батальйон з військами 9-го піхотного полку бригади « Регіна » (майор Дуранді)
      - 2-й батальйон з військами 10-го піхотного полку бригади « Регіна » (майор Соларо)
      - 3-й батальйон з військами 15-го піхотного полку бригади « Савона » (майор Валакка)
      - 4-й батальйон з військами 16-го піхотного полку бригади « Савона » (майор Корпоранді)

    - IV батальйон Берсальєрі (майор Делла К'єза)
      - 25-а рота Берсальєрі з VII батальйону Берсальєрі
      - 26-а рота Берсальєрі з VII батальйону Берсальєрі
      - 29-та рота Берсальєрі з VIII батальйону Берсальєрі
      - 30-та рота Берсальєрі з VIII батальйону Берсальєрі

    - 13-а батарея польової артилерії з 6-кратними гарматами (капітан Рікотті-Маньян)

  - V бригада (генерал-майор Філіберто Моллард )
    - 5-й тимчасовий полк (підполковник Леотарді)
      - 1-й батальйон з військами 11-го піхотного полку бригади « Казале » (майор Альберті)
      - 2-й батальйон з військами 12-го піхотного полку бригади « Казале » (майор Бігаро Ді Віше)
      - 3-й батальйон з військами 17-го піхотного полку бригади « Акві » (майор Ферреро)
      - 4-й батальйон із військами 18-го піхотного полку бригади « Акві » (майор Кадорна)

    - V батальйон Берсальєрі (майор Кассіні)
      - 33-я рота Берсальєрі з IX батальйону Берсальєрі
      - 34-та рота Берсальєрі з IX батальйону Берсальєрі
      - 37-а рота Берсальєрі з X батальйону Берсальєрі
      - 38-ма рота Берсальєрі з X батальйону Берсальєрі

    - 16-а польова артилерійська батарея з 6-кратними гарматами (майор Бауді ді Весме)

- Резервна бригада (генерал-майор Паоло Антоніо де Каверо )
  - 1-й тимчасовий полк (полковник Джустініані)
    - 1-й батальйон з військами 1-го гренадерського полку бригади « Гранатьєрі ді Сардінья» (майор Гозані Ді Тревіль)
    - 2-й батальйон з військами 2-го гренадерського полку бригади « Гранатьєрі ді Сардінья » (майор Інчіза Ді Сан-Стефано)
    - 3-й батальйон з військами 1-го піхотного полку бригади « Савойя » (майор де Фаверж)
    - 4-й батальйон з військами 2-го піхотного полку бригади « Савойя » (майор де Куртен)

  - I батальйон Берсальєрі (майор Рікадаті Ді Прімільо)
    - 1-а рота Берсальєрі з I батальйону Берсальєрі
    - 2-а рота Берсальєрі з I батальйону Берсальєрі
    - 5-а рота Берсальєрі з ІІ батальйону Берсальєрі
    - 6-а рота Берсальєрі з II батальйону Берсальєрі
- Резервна артилерійська бригада (майор Кампана)
  - 1-а польова артилерійська батарея з 6-кратними гарматами (капітан Селесія)
  - 4-а батарея польової артилерії з 6-кратними гарматами (капітан Авогадро Ді Вальденго)

## Військово-морська дивізія
Морська дивізія складалася з 11 бойових кораблів і 7 транспортних кораблів, 2574 чоловіки та 126 морських гармат. 

### Персонал
- Командир військово-морської дивізії: капітан лінійного корабля 1- го рангу Ораціо Ді Негро
  - Начальник штабу: капітан корвета Бойл ді Путіфігарі
  - Ад'ютант прапора: Лінійний лейтенант 1-го рангу Паяччу Суні
  - Командир порту Балаклава, лейтенант лінійного корабля 1-го рангу Ферреро Ла Мармора
  - Командувач гавані Константинополя майор Де Рей

### Військові кораблі
Військові кораблі:
- Паровий фрегат 1-го рангу та флагман «Карло Альберто» (капітан лінійного корабля 1- го рангу Ceva di Nuceto)
- Паровий фрегат «Говерноло» 2-го рангу (лінійний корабель 1- го рангу капітан Альбіні)
- Паровий фрегат «Costituzione » 2-го рангу (Капітан лінійного корабля 2- го рангу Інейса ді Камерано)
- Паровий корвет «Тріполі» 2-го рангу (корвет капітан Ломальо)
- Паровий корвет 2-го рангу «Монзамбано» (Corvette Captain De Viry)
- Паровий корвет 2-го рангу «Мальфатано» (Corvette Captain Provana del Sabbione)
- Steam aviso " Authion " (лінійний лейтенант 1-го рангу Жиро)
- Steam avisio " Gulnara " (лінійний лейтенант 1-го рангу Сарторіо)
- Збройний транспортний корабель «Варо» (лінійний лейтенант Ізола)
- Збройний транспортний корабель «Дора» (лінійний лейтенант Ріботий)
- Збройний транспортний корабель «Танаро».

### Транспортні судна
Транспортні судна:
- «Сан-Мікеле» (капітан фрегату Ріккарді ді Нетро)
- «Берольдо» (капітан фрегату Мікелотті)
- «De Geneys» (капітан фрегату Галлі делла Мантика)
- «Еврідіка» (капітан фрегату Теулада)
- «Сан-Джованні» (капітан корвета Райт)
- «Аврора» (лінійний лейтенант Лампо)
- Транспортна бригантина " Azzardoso " (начальник 1-го класу Брун)